# Tennis de table aux Jeux olympiques de la jeunesse d'été de 2010
Navigation
Édition suivante
Le tennis de table aux jeux olympiques de la jeunesse d'été de 2010 a eu lieu à Singapour du 21 au 26 août.

## Garçons
Un total de 32 athlètes qualifiés pour la compétition en simple ont été qualifiés et sont inscrits ci-dessous:
| Compétition                                 | Date                | Lieu         | Qualifiés                                                       |
| ------------------------------------------- | ------------------- | ------------ | --------------------------------------------------------------- |
| Challenge Cadet ITTF                        | 25 octobre 2009     | Tokyo        | Hang Yin Koki Niwa Simon Gauzy Hampus Soderlund Adam Hmam       |
| Tournoi de qualification Afrique            | 21-23 novembre 2009 | Le Caire     | Ojo Onalaopo Bedair Omar                                        |
| Classement mondial ITTF des moins de 15 ans | 31 décembre 2009    | -            | Tzu Hsiang Hung Kim Dong Hyun Chung Hei Chiu Phillip Kumiov     |
| Tournoi de qualification Amérique           | 1er-3 février 2010  | San Salvador | Éric Jouti Rodrigo Tapia Pablo Saragovi                         |
| Tournoi spécifique ITTF                     | 6-7 février 2010    | Manama       | Emilien Vanrossomme                                             |
| Tournoi spécifique ITTF                     | 14-15 février 2010  | Le Caire     | Leonardo Mutti                                                  |
| Tournoi spécifique ITTF                     | 23-24 mars 2010     | Lignano      | Tamas Lakatos                                                   |
| Tournoi de qualification Océanie            | 1er avril 2010      | Auckland     | Kevin Wu                                                        |
| Tournoi de qualification Asie               | 2-4 avril 2010      | Bangkok      | Hasintha Arsa Marakkala Kim Kwang Song Elmurod Holikov Avik Das |
| Places universitaires CNO                   | -                   | -            | Luis Mejia Patrick Massah Warren Li Kam Wa Axel Gavilan         |
| Tournoi de qualification spécifique ITTF    | 10-11 avril 2010    | Auckland     | Tanapol Santiwattanatarm                                        |
| Tournoi de qualification Europe             | 16-18 avril 2010    | Novara       | Konrad Kulpa Luka Fucek Stefan Leitgeb Koen Hageraats           |
| Tournoi de qualification spécifique ITTF    | 24-25 avril 2010    | Valencia     | Florian Wagner                                                  |
| Représentation du pays hôte                 | -                   | -            | Clarence Chew                                                   |
| TOTAL                                       |                     |              | 32                                                              |

## Filles
Un total de 32 athlètes qualifiés pour la compétition en simple ont été qualifiés et sont inscrites ci-dessous:
| Compétition                                      | Date                | Lieu         | Qualifiées                                                            |
| ------------------------------------------------ | ------------------- | ------------ | --------------------------------------------------------------------- |
| Challenge Cadet ITTF                             | 25 octobre 2009     | Tokyo        | Yang Ha-eun Ayuka Tanioka Bernadette Szocs Sutashini Sawetabut        |
| Tournoi de qualification Afrique                 | 21-23 novembre 2009 | Le Caire     | Dina Meshref Islem Laid                                               |
| Classement mondial ITTF des moins de 15 ans      | 31 décembre 2009    | -            | Gu Yuting Petrissa Solja Yana Noskova Isabelle Siyun LI               |
| Tournoi de qualification Amérique                | 1er-3 février 2010  | San Salvador | Ariel Hsing Caroline Kumahara Carelyn Cordero                         |
| Tournoi spécifique ITTF                          | 6-7 février 2010    | Manama       | Britt Eerland                                                         |
| Tournoi spécifique ITTF                          | 14-15 février 2010  | Le Caire     | Alice Loveridge                                                       |
| Tournoi spécifique ITTF                          | 23-24 mars 2010     | Lignano      | Céline Pang                                                           |
| Tournoi de qualification Océanie                 | 1er avril 2010      | Auckland     | Julia Wu                                                              |
| Tournoi de qualification Asie                    | 2-4 avril 2010      | Bangkok      | Kim Song-i Ng Ka Yee Mallika Bhandarkar Huang Hsin                    |
| Places universitaires CNO                        | -                   | -            | Joly Ivoso Mafuta Letizia Giradi Nuwani G. Vithange Adielle Roshuevel |
| Tournoi de qualification spécifique ITTF         | 10-11 avril 2010    | Auckland     | Lily Phan                                                             |
| Tournoi de qualification Europe                  | 16-18 avril 2010    | Novara       | Mercedes Nagyvaradi Alex Galic Mateja Jeger Olga Bliznet              |
| Tournoi de qualification spécifique ITTF         | 24-25 avril 2010    | Valencia     | Katsiaryna Baravok                                                    |
| Quota inutilisée par le pays hôte (remplacement) | -                   | -            | Maria Xiao                                                            |
| TOTAL                                            |                     |              | 32                                                                    |

## Tableau des médailles
| Rang  | Nation         | Or | Argent | Bronze | Total |
| ----- | -------------- | -- | ------ | ------ | ----- |
| 1     | Japon          | 2  | 0      | 0      | 2     |
| 2     | Chine          | 1  | 0      | 0      | 1     |
| 3     | Corée du Sud   | 0  | 1      | 1      | 2     |
| 4     | Singapour      | 0  | 1      | 0      | 1     |
| 4     | Taipei chinois | 0  | 1      | 0      | 1     |
| 6     | France         | 0  | 0      | 1      | 1     |
| -     | CNO mixtes     | 0  | 0      | 1      | 1     |
| Total | Total          | 3  | 3      | 3      | 9     |

## Compétitions
| Compétitions   | Or                            | Argent                                 | Bronze                                   |
| -------------- | ----------------------------- | -------------------------------------- | ---------------------------------------- |
| Simple garçons | Koki Niwa                     | Hung Tzu-Hsiang                        | Simon Gauzy                              |
| Simple filles  | Gu Yuting                     | Isabelle Li Siyun                      | Yang Ha-eun                              |
| Équipe mixte   | Japon Ayuka Tanioka Koki Niwa | Corée du Sud Yang Ha-eun Kim Dong-hyun | Inter Continentale 1 Gu Yuting Adam Hmam |